# 洛维萨·约翰松
洛维萨·约翰松（瑞典語：Lovisa Johansson，1995年4月15日—），瑞典女子羽毛球運動員。

## 生平
2013年11月，洛维萨·约翰松出戰挪威羽毛球國際賽，與克拉拉·尼斯塔特合作打進女子雙打比賽四強。

## 主要比賽成績
只列出曾進入準決賽的國際賽事成績：
| 年份   | 賽事             | 公開賽級別 | 項目     | 搭檔            | 成績   |
| ------ | ---------------- | ---------- | -------- | --------------- | ------ |
| 2013年 | 挪威羽毛球國際賽 | 國際系列賽 | 女子雙打 | 克拉拉·尼斯塔特 | 準決賽 |

| 2007-2017年 | 首要超級賽 | 超級賽 | 黃金大獎賽 | 大獎賽 | 國際挑戰賽 | 國際系列賽 | 未來系列賽 | 其他 |

| 2018-2026年 | 總決賽 | 超級1000賽 | 超級750賽 | 超級500賽 | 超級300賽 | 超級100賽 | 國際挑戰賽 | 國際系列賽 | 未來系列賽 | 其他 |